# Moss Keane
Pour les articles homonymes, voir Keane.
Pas d'image ? Cliquez ici

a Compétitions nationales et continentales officielles uniquement.

b Matchs officiels uniquement.
Maurice Ignatius Keane, plus connu sous le nom Moss Keane, né le 27 juillet 1948 à Currow (Irlande) et mort le 5 octobre 2010 des suites d'un cancer, est un joueur de rugby à XV selectionné en équipe d'Irlande de 1974 à 1984 au poste de deuxième ligne.

## Carrière
Il obtient sa première cape internationale le 19 janvier 1974, à l’occasion d’un match du Tournoi des Cinq Nations contre la France. Il effectue son dernier match international le 3 mars 1984, également lors du Tournoi, contre l'Écosse. Keane remporte le Tournoi en 1974 sous la conduite de son capitaine Willie-John McBride, et en 1982, 1983 (victoire partagée). Il joue également un test match avec les Lions britanniques, en 1977 lors de la tournée en Nouvelle-Zélande.

## Palmarès
- Vainqueur du Tournoi en 1974, 1982 et 1983

## Statistiques en équipe nationale
- 51 sélections
- 4 points (1 essai)
- Sélections par année : 6 en 1974, 4 en 1975, 6 en 1976, 4 en 1977, 5 en 1978, 6 en 1979, 4 en 1980, 4 en 1981, 4 1982, 4 en 1983 et 4 en 1984.
- Onze Tournois des Cinq Nations disputés : 1974, 1975, 1976, 1977, 1978, 1979, 1980, 1981, 1982, 1983 et 1984.